# Albi di Dylan Dog (2017)
Albi del fumetto Dylan Dog pubblicati nel 2017.
| Nr. | Titolo                           | Mese di pubblicazione | Soggetto                          | Sceneggiatura     | Disegni                                                | Copertina     |
| --- | -------------------------------- | --------------------- | --------------------------------- | ----------------- | ------------------------------------------------------ | ------------- |
| 365 | Cronodramma                      | gennaio               | Carlo Ambrosini                   | Carlo Ambrosini   | Carlo Ambrosini & Werther Dell'Edera                   | Gigi Cavenago |
| 366 | Il giorno della famiglia         | febbraio              | Riccardo Secchi                   | Riccardo Secchi   | Valerio Piccioni & Maurizio Di Vincenzo                | Gigi Cavenago |
| 367 | La ninna nanna dell'ultima notte | marzo                 | Barbara Baraldi                   | Barbara Baraldi   | Corrado Roi                                            | Gigi Cavenago |
| 368 | Il passo dell'angelo             | aprile                | Gigi Simeoni                      | Gigi Simeoni      | Gigi Simeoni                                           | Gigi Cavenago |
| 369 | Graphic Horror Novel             | maggio                | Ratigher                          | Ratigher          | Paolo Bacilieri, Giuseppe Montanari & Ernesto Grassani | Gigi Cavenago |
| 370 | Il terrore                       | giugno                | Gabriella Contu                   | Gabriella Contu   | Giampiero Casertano                                    | Gigi Cavenago |
| 371 | Arriva il Dampyr                 | luglio                | Roberto Recchioni, Giulio Antonio | Roberto Recchioni | Daniele Bigliardo                                      | Gigi Cavenago |
| 372 | Il bianco e il nero              | agosto                | Paola Barbato                     | Paola Barbato     | Corrado Roi                                            | Gigi Cavenago |
| 373 | La fiamma                        | settembre             | Emiliano Pagani                   | Emiliano Pagani   | Daniele Caluri                                         | Gigi Cavenago |
| 374 | La fine dell'oscurità            | ottobre               | Mauro Uzzeo                       | Mauro Uzzeo       | Giorgio Santucci                                       | Gigi Cavenago |
| 375 | Nel mistero                      | novembre              | Tiziano Sclavi                    | Tiziano Sclavi    | Angelo Stano                                           | Gigi Cavenago |
| 376 | Graphic Horror Novel: il sequel  | dicembre              | Diego Cajelli                     | Diego Cajelli     | Francesco Ripoli                                       | Gigi Cavenago |

## Cronodramma
Una scrittrice di romanzi, nonché ricca ereditiera, chiede l'aiuto di Dylan Dog, invitandolo nella sua sfarzosa villa, pensando che la dimora sia infestata dal fantasma di una bambina. Una volta giunto a destinazione, Dylan inizierà ad indagare attraverso linee temporali differenti e strane presenze che osservano il suo operato.

## Il giorno della famiglia
Durante una seduta spiritica di Madame Trelkovski, uno spettro irrompe urlando un nome incomprensibile. Mentre Dylan Dog cerca di saperne di più, quattro ragazzi travestiti da Beatles si introducono di nascosto di notte in un cimitero per disseppellire un cadavere.
- La copertina dell'albo è un tributo all'ottavo album dei Beatles Sgt. Pepper's Lonely Hearts Club Band con Dylan Dog al centro.

## La ninna nanna dell'ultima notte
Un bambino di nome Sam sparisce di casa e la madre viene ritrovata morta in uno strano incidente domestico. Domitilla Foster, una psicologa infantile, chiede l'aiuto di Dylan Dog per ritrovare il ragazzino. Nel frattempo alcuni bambini dall'aspetto maligno si aggirano di notte per le strade di Londra.

## Il passo dell'angelo
Dylan Dog viene assunto da Maggie per indagare sui suicidi di due giovani ballerine, escluse dal saggio di fine anno della scuola in cui studiavano per non essere riuscite ad eseguire il difficile passo denominato "Il volo dell'angelo ribelle". Maggie è convinta che dietro la morte delle ragazzine ci sia qualcosa di oscuro, così Dylan inizia a indagare partendo dalla temibile insegnante di danza Mary Wilson.

## Graphic Horror Novel
Un uomo entra in una toilette, sanguinante e non ricordando nulla del suo passato più recente. Sa solo che è molto bravo nel disegno e così inizia a disegnare sulle bianche maioliche una sorta di storia a fumetti in cui l'arrogante ma talentuoso fumettista Darren Farmer Woolrich chiede l'aiuto di Dylan Dog perché da un po' di tempo alcuni suoi amici sono morti nei modi più macabri, illustrati solo nelle graphic novels di Woolrich.

## Il terrore
A causa dell'organizzazione di un evento internazionale, l'allerta terrorismo su Londra viene innalzata, sembra infatti che diverse organizzazioni terroristiche si stiano preparando per colpire. Nel frattempo in un istituto scolastico si scatena il panico quando il giovane Ahmed si presenta con una valigetta che sembra essere un ordigno esplosivo. Quando Dylan Dog investe involontariamente i genitori del ragazzo, cercherà anche lui di capire quali siano le reali intenzioni di Ahmed.

## Arriva il Dampyr
Il Maestro dell Notte Lodbrock crea il caos a Londra. Harlan Draka, il Dampyr, chiede quindi l'aiuto di Dylan Dog. Nel frattempo John Ghost continua a lavorare nell'ombra, tessendo la sua trama che vede coinvolto, sempre a sua insaputa, l'indagatore dell'incubo.
- Prima parte di una storia doppia che prosegue sull'albo 209 della testata Dampyr. Si tratta del primo crossover della Sergio Bonelli Editore e, per questo motivo, con due diverse versioni della copertina per entrambi gli albi.

## Il bianco e il nero
Dylan Dog si ritrova ad avere problemi alla vista, davanti ai suoi occhi iniziano difatti a comparire delle strane macchie nere. Il problema diventa via via più importante, tanto da portare Dylan al ricovero in ospedale. La realtà però è ben altra, dietro allo strano fenomeno infatti si nasconde il mostro che da sempre regna nell'oscurità, ossia l'Uomo Nero.
- Si tratta di un ampliamento di una storia breve già apparsa nel 2016 nel primo numero della serie Dylan Dog, il nero della paura uscita in abbinamento settimanale alla Gazzetta dello Sport.

## La fiamma
Dylan Dog si ritrova, assieme alla sua attuale ragazza Alev, nel centro degli scontri tra manifestanti e forze dell'ordine causati dalla decisione di ampliare una nuova discarica situata proprio nel quartiere di Londra in cui Alev vive. La protesta, inizialmente pacifica, diventa via via più violenta e a rendere il tutto più sinistro ci pensa un inquietante poliziotto senza faccia che sembra volere Dylan Dog e Alev morti.

## La fine dell'oscurità
Nel cielo di Londra compare un'entità superiore in grado di controllare le persone. Ad un anno di distanza da questo avvenimento il mondo sembra essere completamente cambiato. Dylan Dog cerca di ricordare come si sia arrivati a tutto questo e di capire come ritornare alla normalità. 

## Nel mistero
Mentre un serial killer si aggira per le strade di Londra uccidendo apparentemente senza logica diverse persone, Dylan Dog incontra un senzatetto che predice un incidente nel quale l'indagatore sta per essere coinvolto e dal quale riesce quindi a salvarsi. Dylan incontra nuovamente il barbone ed ogni volta la sua predizione puntualmente si avvera. Nel frattempo Dylan Dog scopre l'identità del misterioso serial killer e si mette sulle sue tracce.
- Nonostante non si tratti di un albo celebrativo è, in maniera inusuale, completamente a colori.

## Graphic Horror Novel: il sequel
Drew, una ragazza a cui è morto il fidanzato, David, in un incidente, di notte ha spesso incubi che lo riguardano. L'uomo scriveva fumetti tenendoli però solo per sé e facendoli vedere solo alla ragazza. La donna è convinta che David attraverso il sogno le stia indicando che il nuovo fumetto che impazza a Londra e dal quale verrà tratta una serie televisiva sia stato copiato dai suoi lavori. Per questo motivo si rivolgerà a Dylan Dog, per capire come sia stato possibile che qualcuno sia riuscito a leggere i lavori di David.  